# Rockdale (Teksas)
Rockdale je grad u američkoj saveznoj državi Teksas. Prema popisu stanovništva iz 2010. u njemu je živjelo 5.595 stanovnika.